# Bosác
Bosác (szlovákul: Bošáca) falu Szlovákiában, a Trencséni kerületben, a Vágújhelyi járásban.

## Fekvése
Vágújhelytől 8 km-re északra, a Fehér-Kárpátok szélén fekvő Bosáci völgy közepén.

## Élővilága

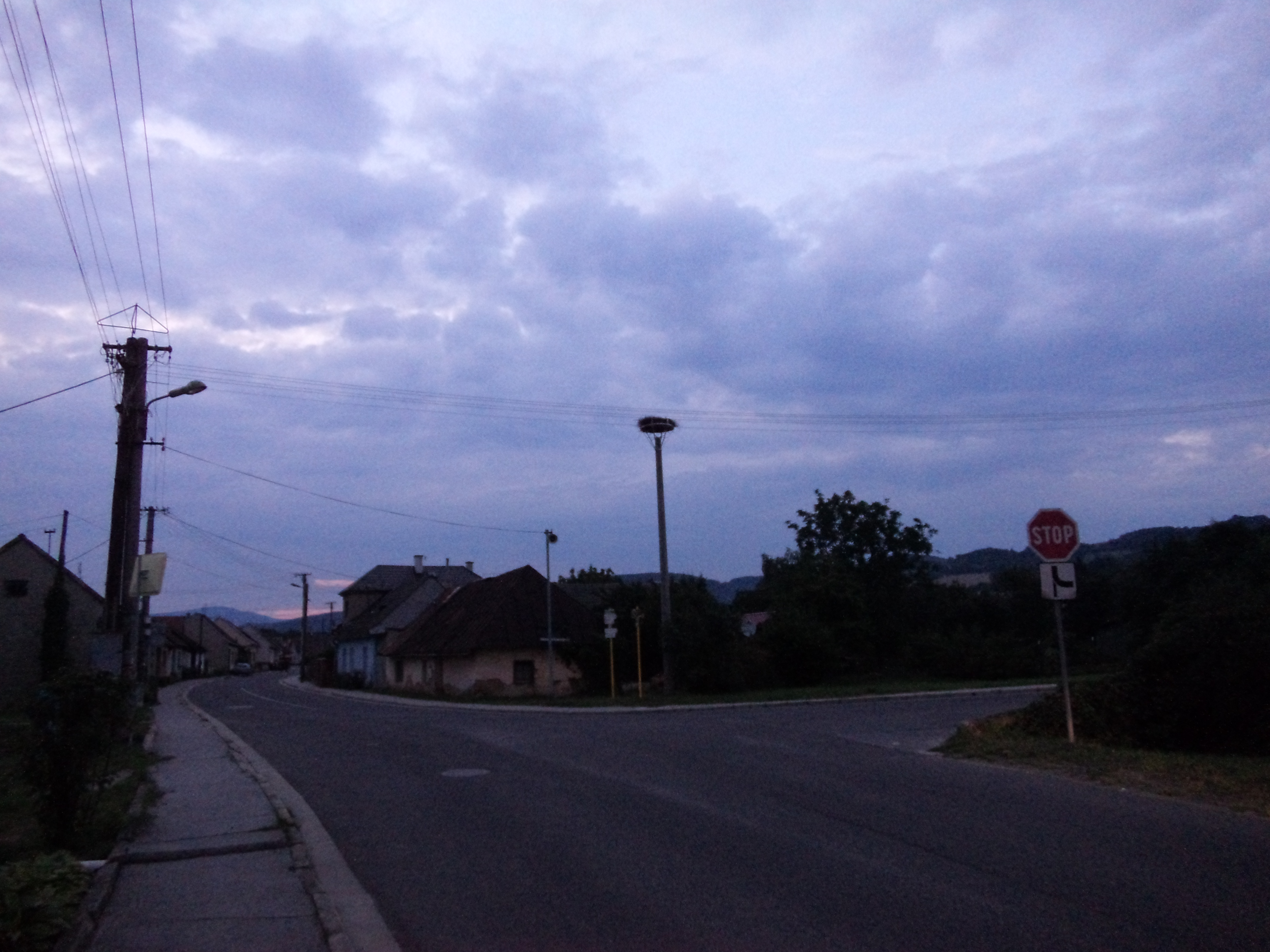
2015

A faluban egy gólyafészket tartanak nyilván. 2022-ben és 2023-ban 4 gólyafiókát számoltak össze.

## Története
A mai falu területén már az újkőkorszakban is éltek emberek. Na Kopci nevű magaslatán a lelőhelyéről elnevezett ún. bosáci típusú kerámiák kerültek elő. A korai bronzkorban a lausitzi kultúra települése állt itt, melynek temetőjét is feltárták. A későbbi korban a hallstatti és a la théne-i kultúra települései álltak a Martákovej skale nevű helyen.
1380-ban „Bosach” néven említik először. 1398-ban „possessi Bosach”, 1479-ben „Besach villa Bsacz”, 1506-ban „possessio Bosacz” alakban írják. A falu a beckói váruradalomhoz tartozott. 1598-ban malma és 107 háza volt. 1720-ban szőlőskert és 104 adózó háztartás található a településen. 1773-ban „Bosacza” néven szerepel az oklevelekben. 1784-ben 340 házában 415 családban 2146 lakosa élt.
A 18. század végén Vályi András így ír róla: „BOSACZA. Nagy tót falu Trentsén Vármegyében, földes Ura Gróf Erdődy Uraság, lakosai katolikusok, fekszik Vág Újhelytöl 3/4. mértföldnyire, földgye néhol soványas; de egyéb javaira nézve, mellyekkel bővelkedik, első Osztálybéli.”
1828-ban 364 háza volt 2117 lakossal. Lakói gyümölcstermesztéssel, szeszfőzéssel és kereskedéssel foglalkoztak. A 19. században 10 malom, fűrésztelep állt a faluban.
Fényes Elek 1851-ben kiadott geográfiai szótárában így ír a faluról: „Bosácza, tót falu, Trencsén vgyében, 1049 kath., 812 evang., 293 zsidó lak., az irtásokban 728 kath., 120 evang., 18 zsidó lak. Kath. paroch. templom. Synagóga. – Határja nagy, de hegyes, sovány; erdeje sok; pálinkát főz; savanyúvize is van. F. u. a Beczkói uradalom. Ut. p. Trencsén.”
A trianoni békéig Trencsén vármegye Trencséni járásához tartozott.
Lakói szövéssel, varrással, népviselet készítésével, nyáron idénymunkákkal foglalkoztak. 1921-től szeszfőzde működött a községben, mely híres volt szilvapárlatáról. A bosáci szilvapárlat ma – bošácka slivovica néven – európai uniós eredetvédettségű termék.

## Népessége
| Év:            | 1994. | 2004.   | 2014.   | 2024.   |
| -------------- | ----- | ------- | ------- | ------- |
| Emberek száma: | 1367  | 1342    | 1393    | 1321    |
| Eltérés:       |       | -1,82 % | +3,80 % | -5,16 % |

| Év:            | 2023. | 2024.   |
| -------------- | ----- | ------- |
| Emberek száma: | 1334  | 1321    |
| Eltérés:       |       | -0,97 % |

1880-ban 2977 lakosából 4 magyar, 202 német és 2616 szlovák anyanyelvű; ebből 1671 római katolikus, 1023 evangélikus és 283 izraelita vallású.
1890-ben 3115 lakosából 3 magyar, 223 német és 2844 szlovák anyanyelvű volt.
1900-ban 3488 lakosából 30 magyar, 128 német és 3327 szlovák anyanyelvű volt.
1910-ben 3955 lakosából 47 magyar, 114 német és 3744 szlovák anyanyelvű; ebből 2379 római katolikus, 1427 evangélikus és 147 izraelita vallású volt.
1921-ben 4087 lakosából 10 magyar és 4005 csehszlovák volt.
1930-ban 4066 lakosából 1 magyar és 3944 csehszlovák volt.
1991-ben 1427 lakosából 1 magyar és 1417 szlovák volt.
2001-ben 1345 lakosából 1334 szlovák volt.
2011-ben 1393 lakosából 1 magyar és 1354 szlovák volt; ebből 743 római katolikus és 450 evangélikus vallású.
2021-ben 1360 lakosából 1 magyar, (+1) cigány és ruszin, 1304 (+4) szlovák, 15 (+2) egyéb és 40 ismeretlen nemzetiségű volt.

## Neves személyek
- Itt született 1863-ban Sándorfi Nándor esperes plébános, amatőr régész, Sándorfi Ede pap bátyja.
- Itt született 1869-ben Eduard Šandorfi-Škrabánek (Sándorfi Ede) római katolikus pap, több katolikus újság szerkesztője. Emléktáblája a korábbi iskola falán áll.
- Itt született 1898-ban Juraj Krajčovič szlovák bányamérnök, pedagógus.
- Itt született 1903-ban Koloman Slimák kinológus, vadász.
- Itt született 1908-ban Štefan Kuna katonatiszt, az SzNF résztvevője.
- Itt született 1930-ban Mikuláš Beňo szlovák kommunista funkcionárius, Csehszlovákia Kommunista Pártja Központi Bizottságának tagja, parlamenti képviselő.
- Ľudovít Bránsky akadémiai festő.

## Nevezetességei
- Római katolikus temploma 1733-ban barokk stílusban épült, 1789-ben klasszicista stílusban építették át. Falfestményeit Jozef Hanula alkotta 1906-ban.
- A faluban egy régi házból kialakított falumúzeum is található, ahol egyebek mellett az itteni szép népviselet, bútorok és használati tárgyak is megtekinthetők.
- Kápolnáját 1763-ban az Erdődyek építtették barokk stílusban. Oltárképei Franz Anton Maulbertsch alkotásai. A kápolna az 1760-as években épített és 1908-ban lebontott Erdődy-kastély épületegyüttesébe tartozott.
- A község már a 18. században nevezetes volt gyümölcstermesztéséről és annak feldolgozásáról. Az aszalt szilvát tutajokon egészen Budapestig szállították.
- A Lysica-hegy (501,7 m) a községtől észak-nyugatra fekszik.